# 硬粒小麦
硬粒小麦又名杜蘭小麥（学名：Triticum durum or Triticum turgidum var. durum）为禾本科小麦属，曾經被歸為圓錐小麦的亞种。
基因组学研究表明：50万年前，二倍体的小麦属乌拉尔图小麦（Triticum urartu）与山羊草属的拟山羊草（Aegilops speltoides）杂交，形成了圓錐小麦（T. turgidum）与提莫非维小麦（T.timopheevii），这两种均为四倍体。硬粒小麦曾經是圓錐小麦的一个亚种。

## 扩展阅读
- 維基物種上的相關：硬粒小麦